# 谢尔盖耶夫卡河
谢尔盖耶夫卡河（俄语：Река Сергеевка），前称马砬子河（俄语：Река Малаза, Река Мализа），是滨海边疆区游击队区的河流，源起拉佐夫山脉，长35公里，流域面积700平方公里，落差610米，河坡比降1.74%，注入帕爾季贊斯卡亞河。下游宽7至10米，深0.5米。

## 引用
1. ↑  А·П·穆拉诺夫. . 列宁格勒: 气象出版社. 1966 （俄语）.
2. ↑  . 列宁格勒: 气象出版社 （俄语）.
3. ↑  Т·А·基谢尔科瓦娅. . 列宁格勒: 气象出版社. 1977 （俄语）.
4. ↑  . «Примпогода».   [2024-01-03]. （原始内容存档于2024-01-03）.